# Mecanismo alçapão

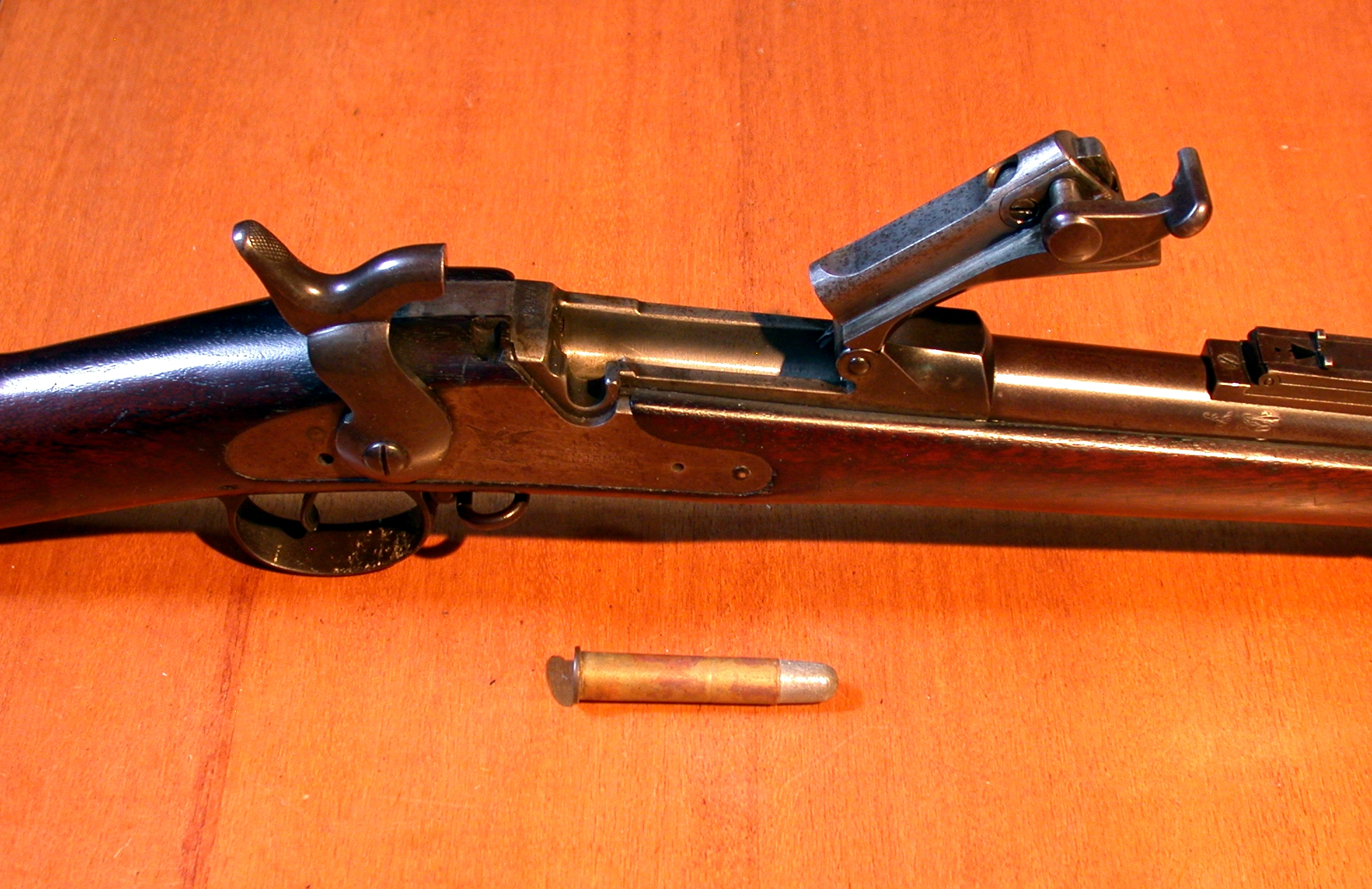
Close de um mecanismo alçapão

Mecanismo alçapão ou pivotante ("Trapdoor" em inglês) é a designação dada a um mecanismo de carregamento pela culatra (retrocarga) para rifles, no qual um bloqueio articulado se abre para cima e para a frente, lembrando o movimento de um alçapão.
Os Springfield Model 1865 e Model 1873, foram mais conhecidos por terem sido os primeiros a empregar esse tipo de mecanismo, de fábrica.

## Na ficção
O Rifle Springfield com esta modificação, e chamado de: "The Gun That Made One Man The Equal Of Five" ("A arma que fez um homem igual a cinco"), apareceu no final da ação no filme "Springfield Rifle" (usado para impedir que ladrões roubassem cavalos para os Confederados).